# Xol Qarabucaq
Xol Qarabucaq är en ort i Azerbajdzjan.   Den ligger i distriktet Nefttjala, i den sydöstra delen av landet, 150 km sydväst om huvudstaden Baku. Antalet invånare är 3 789.
Terrängen runt Xol Qarabucaq är mycket platt. Xol Qarabucaq är det största samhället i trakten.
Trakten runt Xol Qarabucaq består till största delen av jordbruksmark. Runt Xol Qarabucaq är det ganska glesbefolkat, med 47 invånare per kvadratkilometer.